# Нов ден (1945 – 1950)
Вижте пояснителната страница за други значения на Нов ден.
„Нов ден“ (на македонска литературна норма: „Нов ден“) е списание за литература, култура и изкуство от Народна република Македония.
Списанието започва да излиза през октомври 1945 година като издание на Дружеството на художниците, учените и журналистите от Македония, а от 1947 година става орган на Дружеството на писателите на Македония (ДПМ).
Списанието прекратява съществуването си в 1950 година, поради налагане на линия от ДПМ „по въпросите на литературното творчество у нас, линия, която по такъв начин би трябвало да бъде дисциплинирано приета от всички членовe на Дружеството, така и от останалите сътрудници в неговия орган“. Това е прието от мнозинството редактори като удар върху свободното литературно творчество и те напускат и формират списание „Современост“.